# Oleksandria, Kamin-Kașîrskîi
Oleksandria (în ucraineană Олександрія) este un sat în comuna Kaciîn din raionul Kamin-Kașîrskîi, regiunea Volînia, Ucraina.

## Demografie
Componența lingvistică a localității Oleksandria
     Ucraineană (99,48%)
     Alte limbi (0,52%)
Conform recensământului din 2001, majoritatea populației localității Oleksandria era vorbitoare de ucraineană (99,48%), existând în minoritate și vorbitori de alte limbi.